# Stavarsjön (Skorpeds socken, Ångermanland, 703228-160673)
Stavarsjön är en sjö i Örnsköldsviks kommun i Ångermanland och ingår i Nätraåns huvudavrinningsområde. Sjön har en area på 0,187 kvadratkilometer och ligger 147,1 meter över havet. Sjön avvattnas av vattendraget Sågbäcken.

## Delavrinningsområde
Stavarsjön ingår i det delavrinningsområde (703365-160553) som SMHI kallar för Mynnar i Nätraån. Medelhöjden är 230 meter över havet och ytan är 13,43 kvadratkilometer. Det finns inga avrinningsområden uppströms utan avrinningsområdet är högsta punkten. Sågbäcken som avvattnar avrinningsområdet har biflödesordning 2, vilket innebär att vattnet flödar genom totalt 2 vattendrag innan det når havet efter 57 kilometer. Avrinningsområdet består mestadels av skog (85 procent). Avrinningsområdet har 0,26 kvadratkilometer vattenytor vilket ger det en sjöprocent på 1,9 procent.